# Synthesizer-Magazin
Das Synthesizer-Magazin (Kurzform: SynMag) befasst sich schwerpunktmäßig mit Themen rund um Klangsynthese, Synthesizertechnik und allen Bauformen von Synthesizern, ergänzt durch Interviews mit Musikern aller Stile des Bereichs Elektronische Musik. Sitz des Verlags ist Freiburg.
Gegründet wurde das Synthesizer-Magazin 2006 zusammen von Andreas Michel (Herausgeber 2006 bis 2022) und Moogulator (aka Mic Irmer, Chefredakteur).
Im Jahre 2023 wurde das Print-Magazin von den bisherigen Layoutern als „Radial Verlag“, bestehend aus David Kurz und Sven Lüdenscheidt, als Herausgeber übernommen. David Kurz ist auch als Musiker unter dem Namen Björn Peng bekannt. Moogulator ist als Gründungsmitglied, Chefredakteur und Kreator der Idee noch immer dabei und schreibt weiterhin Beiträge.
Es gibt einige deutsche und englische Sonderausgaben und Bücher. Darunter "Modular Worlds". Außerdem kehrte man in jüngerer Zeit zum alten Titel Synthesizer-Magazin zurück und führt seit der Ausgabe 91 von Februar 2022 die verkürzte Bezeichnung „SynMag“ nur noch etwas kleiner auf dem Cover am oberen Rand.